# Světový pohár v biatlonu 2015/2016 – Canmore
7. podnik Světového poháru v biatlonu v sezóně 2015/16 se konal od 4. února do 7. února 2016 v kanadském Canmore. Na programu podniku byly závody ve sprintech, závody s hromadným startem, smíšená štafeta a smíšený závod dvojic.

## Program závodů
Program podle oficiálních stránek.
| Datum    | Disciplína                       | Začátek (SEČ) | Počet závodníků |
| -------- | -------------------------------- | ------------- | --------------- |
| 4. února | Sprint (muži)                    | 19:15         | 88              |
| 5. února | Sprint (ženy)                    | 19:15         | 87              |
| 6. února | Závod s hromadným startem (muži) | 18:00         | 30              |
| 6. února | Závod s hromadným startem (ženy) | 19:30         | 30              |
| 7. února | Smíšený závod dvojic             | 18:10         | 23 týmů         |
| 7. února | Smíšená štafeta                  | 22:05         | 22 týmů         |

## Průběh závodů

### Sprinty
Ve sprintu mužů se na stupních vítězů umístili tři největší favoriti v pořadí Martin Fourcade, Anton Šipulin a Simon Schempp. A protože všichni tři startovali mezi prvními, závod byl po jejich dojezdu do cíle prakticky rozhodnut. Překvapením bylo jen čtvrté místo Rakušana Juliana Eberharda, který udělal na střelnici dvě chyby, a přesto dojel jen o 45 sekund za Fourcadem. Do závodu odstartovali jen čtyři čeští reprezentanti. Střelecky nezklamali (všichni shodně zastříleli čistě vleže a udělali jednu chybu vstoje), ale běžecky se jim většinou nedařilo. Nejlepší Michal Šlesingr skončil na 14. místě. Naopak nejhůře dojel Ondřej Moravec, který svoje 51. místo označil za „nejhorší představení za posledních pět let“.
V první části závodu žen se na střelnici střídaly dobré podmínky s velkými poryvy větru, což ovlivnilo střelbu některých závodnic, mimo jiné i Gabriely Soukalové. Ta musela při střelbě vleže odložit první ránu, a přestože zasáhla čtyři terče z pěti, ztratila zde mnoho času. Po závodě to popsala slovy: „To byla síla. Děsně dlouho jsem musela úvodní ránu odkládat.“ Střelbu vstoje pak zvládla čistě a závod dokončila na průběžném prvním místě. Od poloviny závodu se vítr utišil a tak se před ni dostaly další i nefavorizované závodnice, např. Lotyška Baiba Bendiková. Vyhrála Ukrajinka Olena Pidhrušná, Soukalová skončila sedmá, Veronika Vítková se dvěma chybami na střelnici patnáctá. Stejně chyb udělala i Jessica Jislová, která 34. místem získala své první body ve světovém poháru. Naopak se nedařilo Lucii Charvátové, která při druhé střelbě omylem použila náhradní náboj, za což byla diskvalifikována.

### Závody s hromadným startem
Zatímco v předcházejícím sprintu mužů se na stupně vítězů dostali všichni tři hlavní favorité, v tomto závodě se v těžkých podmínkách prosadili závodníci, kteří měli na špičku výraznější ztrátu. Zvítězil Ital Dominik Windisch, který dosud skončil v závodech světového poháru nejlépe osmý. Přestože na střelnici udělal celkem čtyři chyby, napravoval to rychlým během hlavně v druhé polovině závodu (do posledního kola vyjel se ztrátou 14 sekund na Francouze Quentin Fillon Mailleta, ale v cíli jej o 9 sekund předstihl). Z českých reprezentantů se oproti sprintu dařilo Ondřeji Moravcovi, který ve větrném závodě velmi dobře střílel. I když stále neměl dobrou běžeckou formu, dojel devátý, což bylo jeho zdaleka nejlepší umístění z posledních pěti závodů. Naopak se nedařilo Michalu Krčmářovi a Michalu Šlesingrovi, udělali 7 a 8 chyb a dojeli na konci pole, Šlesingr dokonce poslední třicátý.
V závodě žen, kterému oproti pátečnímu sprintu počasí přálo, se Gabriele Soukalové až do poslední položky dařilo střílet čistě a udržovala se mezi prvními závodnicemi. Na poslední střelbu vstoje přijela společně s Italkou Dorothe Wiererovou a Francouzkou Marie Dorinovou Habertovou. Wiererová zastřílela bezchybně a běžela osamoceně do cíle. Soukalová a Dorinová Habertová nezasáhly shodně jeden terč, ale Francouzka střílela rychleji a především lépe běžela a dojela proto druhá. Přesto byla Soukalová se třetím místem spokojena: před cílovou čárou si dovolila udělat otočku a projet cílem pozadu. „Občas mám ztřeštěné nápady a tohle byl jeden z nich. Přijde to ve zlomku vteřiny. Doufám, že se to nikoho nedotklo,“ komentovala pak svoje vystoupení. Doslova stíhací jízdu předvedla Finka Kaisa Mäkäräinenová, která při první střelbě udělala tři chyby a odjížděla na 27. místě, ale absolutně nejrychlejším během se propracovala o 23 pozic dopředu. Zcela bezchybnou střelbu – jako jediná ze všech – zvládla Eva Puskarčíková, ale běžecky se ji nedařilo: po střelbě se vždy dostala o několik pozic dopředu, ale na trati jí několik závodnic předjelo. Přesto bylo 12. místo jejím nejlepším umístěním za posledních 10 závodů. Veronika Vítková udělala při první střelbě tři chyby, dále se však zlepšovala a dokončila na 18. pozici.

### Závod smíšených dvojic
Do tohoto závodu, nazývaného taky sprint dvojic, nastoupila za český tým nová dvojice Lucie Charvátová – Michal Krčmář. Charvátová však hned při své první střelbě vleže udělala 3 chyby a propadla se na konec závodního pole. Pak už střílela stejně jako Krčmář na svém prvním úseku lépe, ale jen pomalu se propracovávali dopředu. Ve svém druhém úseku střílela Charvátová vleže čistě, ale vstoje udělala pět chyb a musela na dvě trestná kola a předávala na 13. místě. Michal Krčmář pak udělal sice jen jednu chybu, ale rozestupy mezi štafetami už byly tak velké, že se neposunul dopředu a dojel na 13. místě, tedy na stejném, na jakém skončil český tým v obou předcházejících sprintech dvojic v roce 2015. Zvítězila Francie, za kterou závodili její nejlepší závodníci Martin Fourcade a Marie Dorinová Habertová. Zajímavostí bylo, že v závodě soutěžily dva manželské páry: Japonsko nasadilo Fuyuko Tachizaki a Mikito Tachizaki, za Polsko jeli Krystyna Guziková a Grzegorz Guzik.

### Smíšená štafeta
Smíšenou štafetu zahájili čeští reprezentanti podobně jako závod dvojic: Veronika Vítková udělala při střelbě vleže šest chyb, absolvovala tři trestné okruhy a odjížděla poslední se ztrátou téměř 50 sekund na předposlední Estonsko. Trenér Zdeněk Vítek komentoval její výkon slovy: „Tu položku Verča nezvládla. Byla víc napjatá, než měla být. V individuálních startech byly její ležky ovlivněné větrem, jenže tahle byla vyloženě nezvládnutá.“ Gabriela Soukalová na druhém úseku střílela jen s jednou chybou a na trati předjížděla jednu závodnici za druhou, ale zlepšila postavení našeho týmu jen na 14. pozici. Stejně dobře jel a střílel i Michal Šlesingr (běžel dokonce nejrychleji ze všech) a předával Ondřeji Moravcovi na 9. místě. Ten střílel také dobře, ale jeho nejbližší soupeři byli o trochu lepší. Nakonec dojel český tým do cíle desátý. S náskokem více než minuty zvítězilo německé družstvo, které udělalo na střelnici nejméně chyb a od třetiny závodu se udržovalo na prvním místě.

## Pořadí zemí
| Pořadí | Země     | 1. místo | 2. místo | 3. místo | Celkově |
| ------ | -------- | -------- | -------- | -------- | ------- |
| 1.     | Francie  | 2        | 1        | 1        | 4       |
| 1.     | Itálie   | 2        | 1        | 1        | 4       |
| 3.     | Německo  | 1        | 1        | 1        | 3       |
| 4.     | Ukrajina | 1        | 0        | 0        | 1       |
| 5.     | Rusko    | 0        | 1        | 0        | 1       |
| 5.     | Polsko   | 0        | 1        | 0        | 1       |
| 5.     | Rakousko | 0        | 1        | 0        | 1       |
| 8.     | Norsko   | 0        | 0        | 2        | 2       |
| 9.     | Česko    | 0        | 0        | 1        | 1       |
|        | Celkem   | 6        | 6        | 6        | 18      |

## Umístění na stupních vítězů

### Muži
| Disciplína                        | První místo      | Výkon   | Druhé místo   | Výkon   | Třetí místo            | Výkon   |
| Sprint (10 km)                    | Martin Fourcade  | 23:51,5 | Anton Šipulin | 24:07,2 | Simon Schempp          | 24:10,2 |
| Závod s hromadným startem (15 km) | Dominik Windisch | 40:37,1 | Benedikt Doll | 40:41,2 | Quentin Fillon Maillet | 40:45,7 |

### Ženy
| Disciplína                          | První místo        | Výkon   | Druhé místo              | Výkon   | Třetí místo        | Výkon   |
| Sprint (7,5 km)                     | Olena Pidhrušná    | 19:56,9 | Krystyna Guziková        | 20:04,4 | Dorothea Wiererová | 20:09,3 |
| Závod s hromadným startem (12,5 km) | Dorothea Wiererová | 36:50,0 | Marie Dorinová Habertová | 37:10,8 | Gabriela Soukalová | 37:40,3 |

### Smíšené štafety
| Disciplína                        | První místo                                                                    | Výkon     | Druhé místo                                                               | Výkon     | Třetí místo                                                             | Výkon     |
| Smíšený závod dvojic (6 + 7,5 km) | Francie Marie Dorinová Habertová Martin Fourcade                               | 37:59,0   | Rakousko Lisa Hauserová Simon Eder                                        | 38:44,2   | Norsko Hilde Fenneová Lars Helge Birkeland                              | 38:54,3   |
| Smíšená štafeta (2x6 + 2x7,5 km)  | Německo Franziska Hildebrandová Franziska Preussová Arnd Peiffer Simon Schempp | 1:05:38,8 | Itálie Dorothea Wiererová Karin Oberhoferová Lukas Hofer Dominik Windisch | 1:06:51,7 | Norsko Marte Olsbuová Synnøve Solemdalová Alexander Os Håvard Bogetveit | 1:07:02,6 |